# PSZ–35
A PSZ–35 (ПС – пассажирский самолёт [passzazsirszkij szamoljot], magyarul: utasszállító repülőgép) a Szovjetunióban az 1930-as évek közepén kifejlesztett könnyű utasszállító repülőgép. Prototípusa ANT–35 (АНТ – Андрей Николаевич Туполев [Andrej Nyikolajevics Tupoljev]) jelzéssel repült először 1936-ban.

## Története
A tervezőmunkát a Tupoljev-tervezőirodában Alekszandr Arhangelszkij irányította, a projektet Andrej Tupoljev felügyelte. A gép alapjául az SZB–2 gyorsbombázó szolgált, melyből a szárnyakat vezérsíkokat és a futóműveket, és több más berendezést változtatás nélkül vették át. A törzset azonban újratervezték, és francia Gnome-Rhône 14Ksrd csillagmotorokat építettek be a prototípusba.
A tervezés során a fő célkitűzés a nagy utazósebesség elérése volt, ezért a jó aerodinamikai kialakításra törekedtek. Ennek érdekében pl. a szárny és a vezérsíkok belépőélein süllyesztett fejű szegecseket alkalmaztak, míg máshol félgömbfejű szegecseket.
A gép tervezése idején került sor a Tupoljev-tervezőiroda átszervezésére. A tervezőiroda ekkor vált ki a CAGI-ból, és mint 156. sz. tervezőiroda közvetlenül a Nehézipari Népbiztosság Repülőgépipari Főcsoportfőnöksége alárendeltségbe került. A tervezőiroda vezetőjévé Arhangelszkijt nevezték ki, míg Tupoljev a Repülőgépipari Főcsoportfőnökség főmérnöke és helyettes vezetője lett. Ez azonban nem befolyásolta a munkát. A prototípus építését 1936 januárjában kezdték el és augusztus 1-re befejeződött. 
Első repülésére 1936. augusztus 20-án került sor Mihail Gromov berepülőpilótával a fedélzetén. A berepülések során jó repülési teljesítményeket sikerült elérni. 4000 m-en a gép elérte az akkor magasnak számító 400 km/h-s sebességet. 8500 m repülési magasságot, 1200–2000 km közti hatótávolságot sikerült elérni, egy motorral pedig 3000 m-re volt képes emelkedni. A géppel 1936. szeptember 15-én  a Moszkva–Leningrád–Moszkva útvonalat 3 óra 38 perc alatt tette meg 348 km/-es átlagsebességgel, hét emberrel a fedélzetén.
A géppel 1936. november 4-én a Moszkva–Königsberg–Köln útvonalon Párizsba repültek. Egy nem tervezett kölni leszállással, mert problémák voltak a jobb oldali motorral. Párizsban a gép részt vett a 15. légiszalonon.
A második, javított prototípus építését ANT–35bisz jelzéssel 1937 márciusában kezdték el és őszre készült el. A második prototípus alapján egy kis, 9 darabos sorozatot gyártottak a moszkvai22. sz. repülőgépgyárban 1938-1939-ben. Ezeket a gépeket az Aeroflot állította üzembe. A két prototípust is beleszámítva így összesen 11 példányt gyártottak. A típus nagy sorozatú gyártása nem indult el, aminek a fő oka az volt, hogy az 1930-as években már folyt az amerikai DC–3-as szovjet licencváltozata, az ugyanolyan motorokkal felszerelt, a a PSZ–35-nél nagyobb teherbírású Li–2 gyártásának az előkészítése.
1941 után, a második világháborúban néhány példányát a szovjet légierő használta futár- és VIP-szállítási feladatokra. A típus utolsó példányai 1944 végéig üzemeltek.

## Műszaki adatok (PSZ–35bisz)

### Tömeg- és méretadatok
- Fesztáv: 20,8 m
- Hossz: 14,95 m
- Magasság: 3,77 m
- Szárnyfelület: 57,8 m²
- Üres tömeg: 5460 kg
- Maximális felszálló tömeg: 7000 kg
- Maximális terhelés: 1200 kg (vagy 10 utas)

### Motorok
- Száma: 2 db
- Típusa: Svecov M–62IR kilenchengeres léghűtéses csillagmotor
- Legnagyobb teljesítmény: 1000 LE (egyenként)
- Névleges teljesítmény: 840 LE

### Repülési adatok
- Maximális sebesség: 352 km/h
- Utazósebesség: 338 km/h
- Szolgálati csúcsmagasság: 7200 m
- Hatótávolság: 920 km